# Torilis leptophylla
Torilis à folioles étroites, Torilis à feuilles étroites
Espèce
Torilis leptophylla, en français Torilis à folioles étroites ou Torilis à feuilles étroites, est une espèce de plantes à fleurs annuelle de la famille des Apiaceae et du genre Torilis, originaire de la région méditerranéenne et du Moyen-Orient.

## Taxonomie
L'espèce est décrite en premier par Carl von Linné en 1753, qui la classe dans le genre Caucalis sous le nom binomial Caucalis leptophylla (basionyme). Elle est ensuite déplacée dans le genre Torilis par Heinrich Gustav Reichenbach en 1866, sous le nom correct Torilis leptophylla,,.

### Synonymes
Torilis leptophylla a pour synonymes :
- Anthriscus leptophylla (L.) Koso-Pol., 1916[1],[2]
- Caucalis bifrons Coss. & Durieu ex Ball, 1878[1]
- Caucalis daucoides subsp. leptophylla (L.) Bonnier & Layens, 1894[4]
- Caucalis erythrotricha (Rchb.f.) Boiss. & Hausskn., 1872[4]
- Caucalis humilis Jacq., 1773[1],[2],[4]
- Caucalis leptophylla L., 1753[1],[2],[4]
- Caucalis parviflora Lam., 1785[1],[2],[4]
- Caucalis pumila Lam., 1779[2],[4]
- Caucalis tenuisecta Pau, 1918[4]
- Caucalis xanthotricha Steven, 1856[1],[2],[4]
- Daucalis leptophylla (L.) Pomel, 1874[1],[2],[4]
- Daucus leptophyllus (L.) Scop., 1771[1],[2],[4]
- Nigera parviflora Bubani, 1899[1],[2],[4]
- Pullipes leptophylla (L.) Raf., 1840[1],[2],[4]
- Torilis erythrotricha Rchb.f., 1867[4]
- Torilis xanthotricha (Steven) Schischk., 1950[1],[2],[4]

### Variété
Il existe une variété : Torilis leptophylla var. erythrotricha (Rchb. fil.) Zohary, 1972 (synonymes : Torilis erythrotricha Rchb. fil., 1866 et Caucalis erythrotricha (Rchb. fil.) Boiss. & Hausskn. ex Boiss., 1873),. Elle est endémique du Liban, de la Syrie, de la Palestine.

## Description

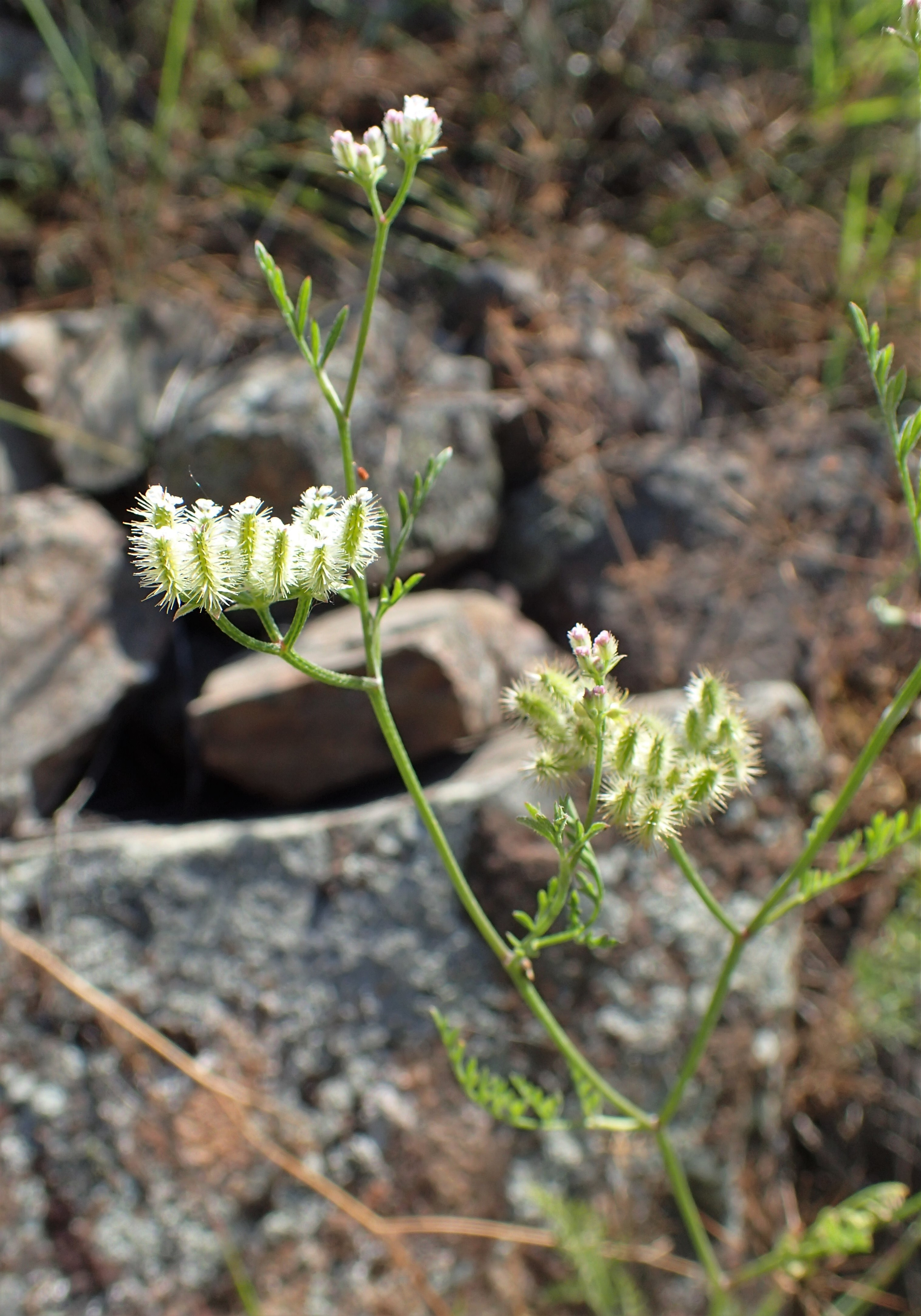
Aspect général.

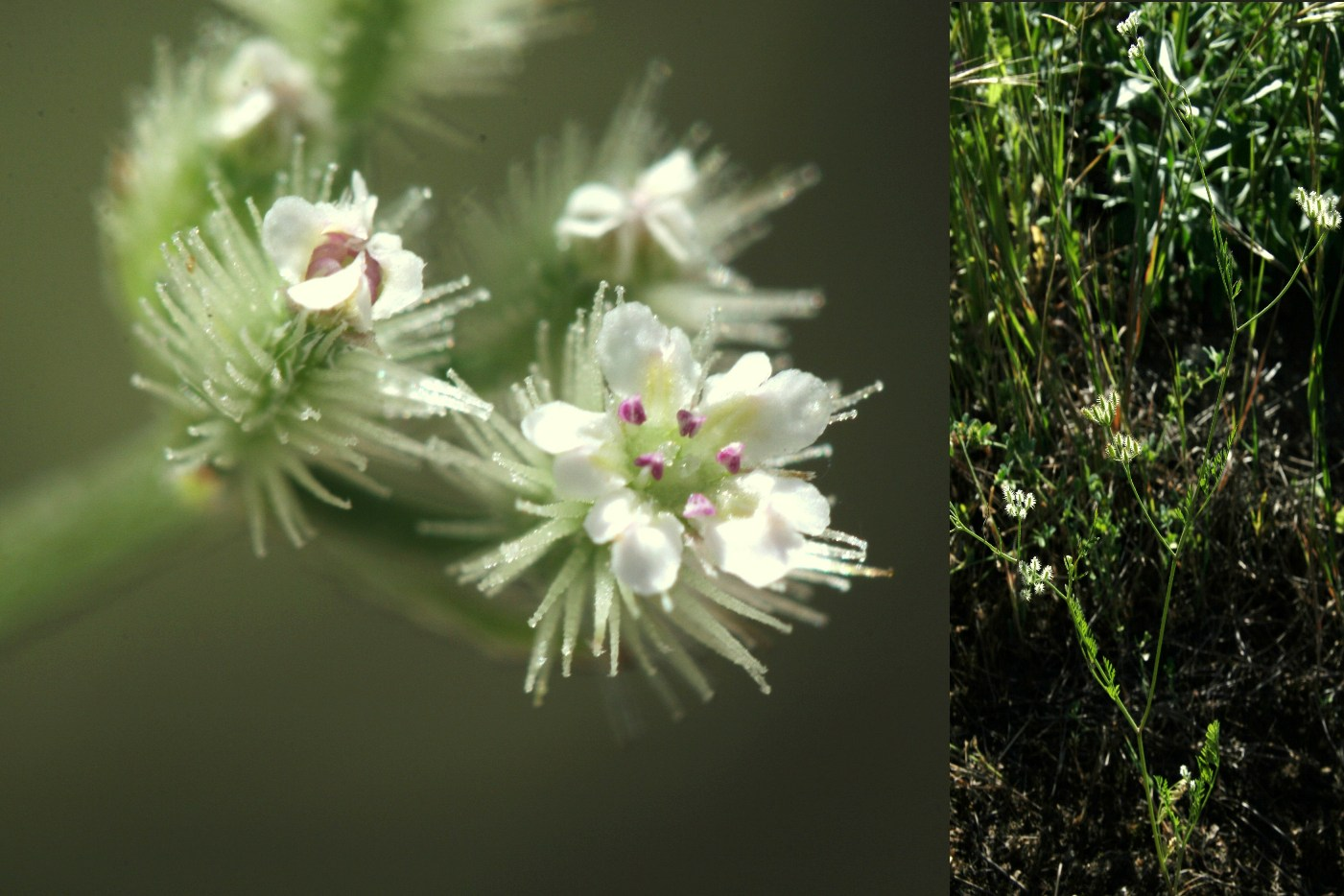
Détail des fleurs.

### Appareil végétatif
C'est une plante annuelle de 10–40 cm, à tiges et rameaux effilés, couverts de poils appliqués et dirigés en bas. Les feuilles sont petites, bipennatiséquées, à lobes un peu allongés.

### Appareil reproducteur
Les fleurs sont blanches ou rosées, petites, en ombelles brièvement pédonculées, ordinairement à deux rayons. Le calice est à dents linéaires-acuminées. Les stigmates sont sessiles sur le stylopode conique. Le fruit est petit akène, linéaire-oblong, à côtes primaires munies de pointes courtes en alêne dès la base, à côtes secondaires armées de 2–3 rangs d'aiguillons grêles, droits et très rudes. La floraison a lieu entre mai et juillet. 

## Habitat et écologie
La plante est thérophyte. Elle pousse dans les champs et lieux arides. Sa sexualité est hermaphrodite. La pollinisation est entomogame. La dissémination des graines est épizoochore.
Le  Nématode à kystes de la carotte (Heterodera carotae) est un ver parasite qui peut réaliser l'intégralité de son cycle sur l'espèce Torilis leptophylla.

## Répartition
Elle a pour aire de répartition la région méditerranéenne et le Moyen-Orient. On la trouve à l'ouest jusqu'au Portugal et à l'est jusqu'au Kazakhstan,.

## Menaces et conservation
L'espèce est inscrite sur la Liste rouge de la flore vasculaire de France métropolitaine. Elle est classée « en danger critique d'extinction » (CR) en Aquitaine et « en danger » (EN) en Auvergne.